# Rio Jamma
O rio Jamma é um curso de água do centro da Etiópia e um afluente do Abay (Nilo Azul) no qual desagua pela margem direita. Este rio drena partes das duas zonas denominadas Shewa Semien uma na região de Amhara e outra na região de Oromia. O curso superior do Jamma corre mediante vales profundos escavados em altas escarpas cortadas primeiro em rocha vulcânica e, em seguida, através do arenito do cretáceo e de arenitos argilosos, com calcário do Jurássico na sua parte inferior.  Tem uma área de drenagem de aproximadamente 15.782 quilómetros quadrados.  Entre os seus afluentes destaca-se o rio Wanchet.
A primeira referência a este rio encontra-se no Gadla de Tekle Haymanot, que foi escrito no século XIV. Um dos primeiros europeus mencionar a sua existência foi o missionário Pero Pais (Olmeda de las Fuentes (então Olmeda de las Cebollas), Madri, 1564 – † Gorgora, Etiópia, 3 de maio de 1622), que foi também o primeiro europeu a ver e a descrever a origem do Nilo Azul.
De acordo com Johann Ludwig Krapf, em 1840 o Jamma definia a fronteira entre Marra biete e Moret, dois distritos da antiga província ou Reino de Shewa . 